# Comuna de Oława
Oława (polaco: Gmina Oława) é uma gmina (comuna) na Polónia, na voivodia de Baixa Silésia e no condado de Oławski. A sede do condado é a cidade de Oławą.
De acordo com os censos de 2004, a comuna tem 13 224 habitantes, com uma densidade 56,5 hab/km².

## Área
Estende-se por uma área de 233,98 km², incluindo:
- área agricola: 69%
- área florestal: 21%

## Demografia
Dados de 30 de Junho 2004:
|                      | Total   | Total | Mulheres | Mulheres | Homens  | Homens |
| -------------------- | ------- | ----- | -------- | -------- | ------- | ------ |
|                      | pessoas | %     | pessoas  | %        | pessoas | %      |
| População            | 13 224  | 100   | 6706     | 50,7     | 6518    | 49,3   |
| Densidade (pop./km²) | 56,5    | 100   | 28,7     | 28,7     | 27,9    | 27,9   |

De acordo com dados de 2002, o rendimento médio per capita ascendia a 1431,16 zł.

## Comunas vizinhas
- Czernica, Domaniów, Jelcz-Laskowice, Lubsza, Oława, Skarbimierz, Święta Katarzyna, Wiązów